# La Femme nue (film, 1926)
Pour les articles homonymes, voir La Femme nue.
Pour plus de détails, voir Fiche technique et Distribution.
La Femme nue est un film muet français réalisé par Léonce Perret, sorti en 1926.
Ce film  est l'adaptation d'une pièce de théâtre d'Henry Bataille publiée en 1908.

## Fiche technique
- Titre : La Femme nue
- Réalisation : Léonce Perret, assisté de André Liabel
- Photographie : Raymond Agnel, René Colas, René Gaveau
- Décors : Lucien Jaquelux, Henri Ménessier
- Producteur : Bernard Natan
- Société de production : Pathé-Natan
- Société de distribution : Société anonyme française des Films Paramount
- Pays de production :  France
- Format : Noir et blanc — 35 mm — 1,33:1 —  Muet
- Genre : Film dramatique
- Dates de sortie : 
  - France : 10 décembre 1926
  - États-Unis : 22 septembre 1928

## Distribution
- Iván Petrovich
- Louise Lagrange
- Nita Naldi
- André Nox
- Blanche Beaume
- Mary Harris
- Maurice de Canonge
- Henri Rudaux
- Alexis Nogornoff
- Bidau
- René Ginet
- Hope Johnson
- André Liabel